# In the Fishtank
In The Fishtank è un EP degli Snuff pubblicato nel 1999.

## Tracce
1. Match Of The Day – 0:57
2. Pen Blywd Happus – 1:20
3. Bannanas – 1:05
4. Guinevere – 1:32
5. No Tenemos Bananas – 0:15
6. Rods 'n' Mockers – 1:46
7. Vi Har Inge Bananer – 0:16
8. C'mon Kids Let's Do The Head Bang – 2:27
9. Wir Haben Keine Bananen – 0:28